# Chlorofluorométhane
Le chlorofluoromethane ou Fréon 31 est un gaz de la famille des hydrochlorofluorocarbures (HCFC).
Il est utilisé comme réfrigérant, avec un potentiel de déplétion ozonique de 0,02.